# 李治国 (企业家)
李治国（1976年—），河南济源人，口碑网创始人，现任挖财董事长兼CEO。

## 简历
1996年他是河南一家外贸公司的小职员。1998年与一位投资人合作建立B2B网站“中华商贸港”。由于他与投资者在经营理念上产生分歧，“中华商贸港”没有得到长期发展。
1999年10月，李治国加入阿里巴巴成为其46号员工。先后担任过测试部主管、产品部经理等职，他主导开发了阿里重要的产品之一“诚信通”。后来离职于2004年利用在阿里积攒的8万块钱建立口碑网。2006年10月，阿里以1500万美元的价格正式战略投资口碑网。随后又在2008年初全资并购口碑网，并和雅虎中国进行合并。2009年初他被调往阿里云。
2010年再次离职阿里，成为一名天使投资人选择了挖财、快的打车和蘑菇街等项目，2014年2月出任挖财CEO。
挖财自2009年成立以来，沿着资产管家的方向，从记账起步，陆续推出理财、管钱、信用等创新产品和服务。注册用户超过1亿，累计融资1.6亿美元，挖财宝理财产品销量超过200亿元。